# Нордин, Алиса
Алиса Мария Нордин (швед. Alice Maria Nordin; 4 мая 1871, Стокгольм — 26 мая 1948, там же) — шведская художница и скульптор.

## Биография и творчество
Алиса Нордин родилась в Стокгольме в 1871 году. С детства она училась рисованию, а в 1890 году поступила в Королевскую академию искусств, где занималась скульптурой. Впоследствии её младшая сестра, Хьёрдис, пойдёт по стопам сестры и также изберёт для себя карьеру скульптора. Уже в студенческие годы работы Алисы Нордин получали награды и медали, что позволило ей совершить поездку в Париж. Начиная с 1901 года и на протяжении нескольких десятилетий Алиса постоянно путешествовала, живя и работая в разных городах: Стокгольме, Скагене, Париже, Риме, Флоренции. Заметки о своих путешествиях она публиковала в журнале Idun. Кроме того, она вела дневники, поддерживала переписку с широким кругом друзей, писала статьи и рецензии.
Ранние скульптуры Алисы Нордин представляли собой изображения стройных обнажённых красавиц в соблазнительных позах. Её искусство пользовалось спросом; создавались многочисленные копии её скульптур. Кроме того, она занималась оформлением ламп в стиле ар нуво.
В 1911 году в Доме художника (Konstnärshuset) состоялась выставка, полностью посвящённая скульптуре. Алиса Нордин представила на ней около 50 своих работ. В числе прочих на выставке впервые была показана её скульптура Barn som ser efter vildgässen («Дети, смотрящие на диких гусей»), которая стала самым большим её коммерческим успехом: было продано 50 гипсовых и 20 бронзовых копий.
Начиная с середины 1920-х годов Алиса перешла от лёгкого, сентиментального стиля к более сложным работам в духе модернизма. Она также выполняла работы на заказ, в том числе скульптуру ангела для одной из церквей Стокгольма, крестильную купель для другой и фонтаны для частных садов. Алиса Нордин также является автором множества скульптурных портретов, в том числе писателей, композиторов, актёров и членов королевской семьи. Составленный ею каталог собственных работ включал более 250 наименований. В общей сложности она провела пять персональных выставок, в том числе в Норрчёпинге в 1919 году, в Гётеборге в 1920 году и в Евле в 1923 году. Она стала первой женщиной, получившей в 1925 году золотую Медаль Литературы и искусств.
Алиса Нордин умерла в 1948 году в Стокгольме и была похоронена на Северном кладбище.